# アビスモ・ネグロ
アビスモ・ネグロ（Abismo Negro、1971年7月1日 - 2009年3月22日）は、メキシコ・タバスコ州ビヤエルモサ出身の覆面レスラー。本名はアンドレ・アレハンドロ・パロモケ・ゴンザレス（Andrés Alejandro Palomeque González）。

## 来歴
ルチャドールのエル・ノルエゴやデリオ・ソトの元でトレーニングを始め、1987年に16歳にしてアレックス・ディナモのリングネームでデビュー。その後、ディアブロ・ベラスコやレイ・メンドーサの元でトレーニングを重ね、ペケーノ・サムライとしてリングに上がるようになり、1991年にCMLL入りした。
AAAに登場するのはルチャ・リブレ・ラティーナ（Lucha Libre latina LLL）のメンバーとして2004年にはTNAに参戦しチーム・メキシコ（Team Mexcio）にメンバー入り。AAAとTNAと関係が悪くなりAAAに復帰。2000年にみちのくプロレス主催のスーパーJカップに特別参戦、2005年、2006年にはプロレスリング・ノアにも参戦した。
2009年3月22日朝に川で行方不明になり、昼に遺体で発見された。37歳没。

## 得意技
- マルティネーテ
- マルティネーテ2
- フロッグ・スプラッシュ
- 火炎攻撃

## 獲得タイトル
- メキシコナショナルミドル級王座
- メキシコナショナルタッグチーム王座（w / エレクトロ・ショック）
- AAAマスコットタッグチーム王座（w / ミニ・アビスモ・ネグロ）
- AAA殿堂